# فرینج (فصل ۲)
فصل دوم از مجموعه علمی تخیلی فرینج است که از تاریخ ۱۷ سپتامبر ۲۰۰۹ تا ۲۰ مه ۲۰۱۰ در ۲۳ قسمت از شبکه فاکس پخش شد. این مجموعه توسط بد ربات پروداکشن با همکاری وارنر بروس تهیه شده‌است.

## داستان
در این فصل اولیوا پس از دیدار با ویلیام بل در جهانی موازی این جهان، کم کم به اختلاف دو جهان پی می برد و در نهایت دلیل آمدن پیتر از جهان موازی دیگر را متوجه می شویم. اما در نهایت، پیتر تصمیم می‌گیرد پیش خانواده واقعی خود بازگردد.

## بازیگران

### شخصیت‌های اصلی
- آنا تورو در نقش اولیویا دانم
- جاشوا جکسون در نقش پیتر بی‌شاپ
- جان نوبل در نقش دکتر والتر بی‌شاپ
- بلر براون در نقش نینا شارپ
- لنس ردیک در نقش فیلیپ برویلز
- جسیکا نیکول در نقش استرید فارنسورث
- ست گیبل در نقش لینکولن لی

### شخصیت‌های مهمان
- لئونارد نیموی در نقش ویلیام بل
- کیرک آکوادو در نقش چارلی فرانسیس
- مایکل سروریس در نقش ناظر
- اری گرینور در نقش راشل دانم خواهر اولیویا دانم
- کلارک میدلتون در نقش ادوارد مارخام کتاب فروش